# 愧菴琴譜
《愧菴琴譜》，古琴谱。清顺治十七年吴士亮撰辑。

## 琴谱简介
琴谱分上下两卷，原装两册，卷首有顺治十七年胡尧佐序，丁巳谷雨方兆会序，次为曲目，五音圖，琴論琴赋等。再次为琴谱，总计共收二十二曲。其中附有图画的有十三曲。